# Heinrich Nikolaus Börm
Heinrich Nikolaus Börm, auch Hinrich Nicolaus Börm (*  18. Juli 1780 in Hattstedt; † 16. Oktober 1831 in Lüneburg) war ein deutscher Baumeister und Ingenieur. Von 1820 bis zu seinem Tod war er Stadtbaumeister von Lübeck.

## Leben
Heinrich Nikolaus Börm war ein Sohn des Pastors Nicolaus Börm († 1820 in Schleswig) und seiner Frau Dorothea Maria, geb. Passow (* 18. November 1748 in Kopenhagen; † 24. Januar 1831 in Reinfeld). Der Justizrat und Preetzer Klosterschreiber Johann Friedrich Börm (1782–1833) war sein jüngerer Bruder.
Er studierte Naturwissenschaften an den Universitäten Kiel und Jena sowie ab 1803 drei Jahre an der Berliner Bauakademie, vor allem bei David Gilly. 1807 erhielt er ein Reisestipendium der dänischen Regierung in Kopenhagen, um sich im Wasserbau fortzubilden. Zunächst im Deichbau tätig, wurde er 1815 Baukondukteur in Diensten des Großherzogs von Oldenburg in Eutin. Am 31. Mai 1820 berief ihn der Lübecker Rat zum Stadtbaumeister, nachdem die Stelle nach der Entlassung von Ernst Christian August Behrens und Joseph Christian Lillie fast fünf Jahre unbesetzt geblieben war. Neben der Aufsicht über die städtischen Bauprojekte war er städtischer Branddirektor sowie – was für seine Berufung ausschlaggebend war – für die Unterhaltung und den Ausbau des Stecknitzkanals zuständig. Bedingt durch die noch nachwirkenden Folgen der Koalitionskriege und der Franzosenzeit gab es nur wenige öffentliche Neubauten. Sein Hauptwerk, der Bau der Reformierten Kirche (1823/26) zeigt Anklänge an französische Revolutionsarchitektur.

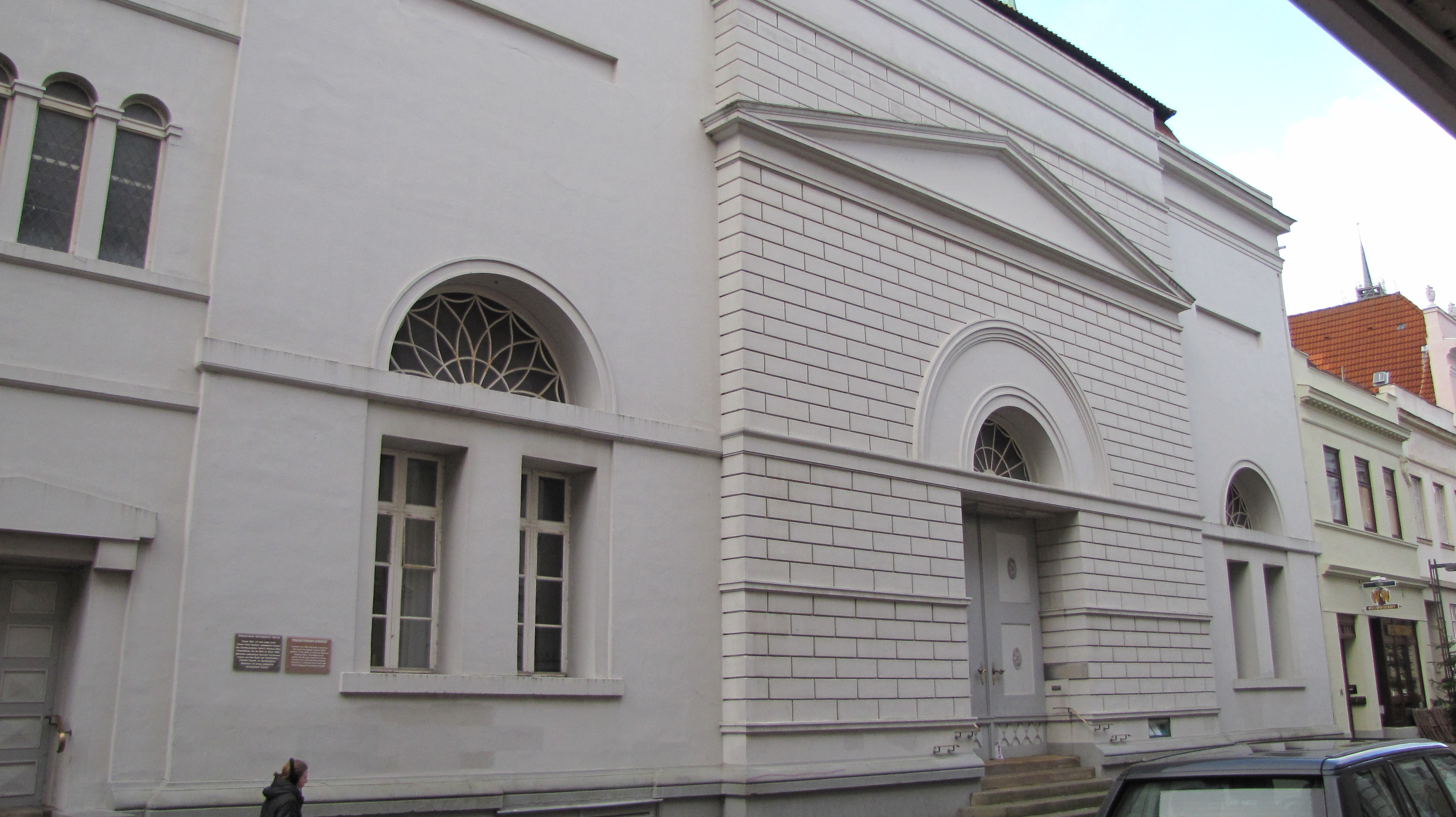
Reformierte Kirche Lübeck: Fassade
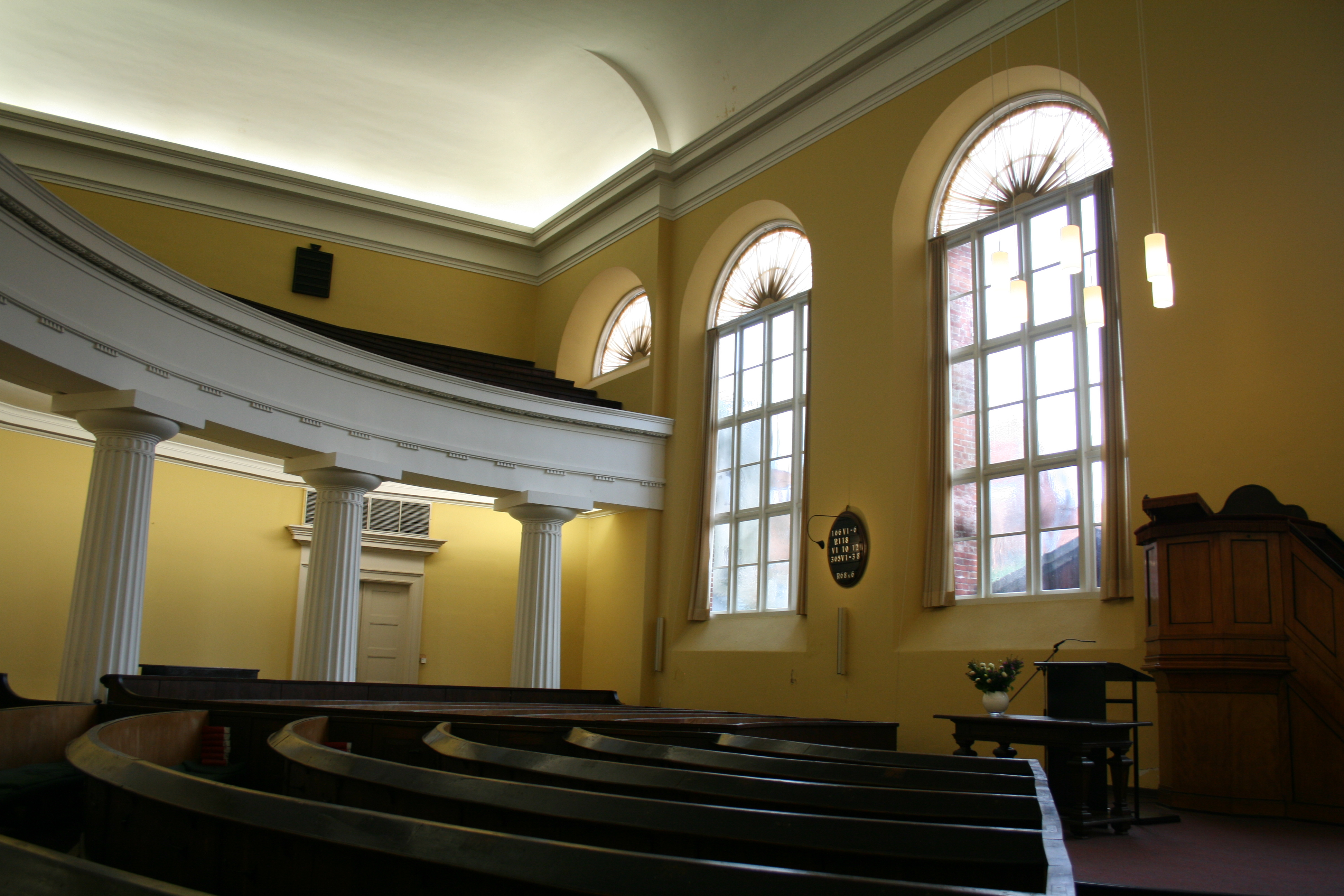
Reformierte Kirche: Innenraum

Börm war Mitglied verschiedener gelehrter Gesellschaften sowie der Lübecker Gesellschaft zur Beförderung gemeinnütziger Tätigkeit, in der er auch Vorträge hielt, so am 10. April 1821 den später gedruckten Über die Bedeutung und den Geist der gothischen Architektur im Gegensatz der griechischen, am 22. Januar 1822 über frühere Projekte, die Ostsee mit der Nordsee zu verbinden, am 14. Januar 1823 Über Feuersgefahr und deren Verhütung, am 13. Februar 1827 Warum bauen wir jetzt weniger solide? sowie am 22. Februar 1830 über Eisenbahnen.
1831 begab er sich zur Kur nach Karlsbad, starb jedoch auf dem Rückweg in Lüneburg an der Cholera. Der dortige Stadtbaumeister und frühere Assistent Börms, Anton Spetzler, wurde Anfang 1833 sein Nachfolger.

## Bauten

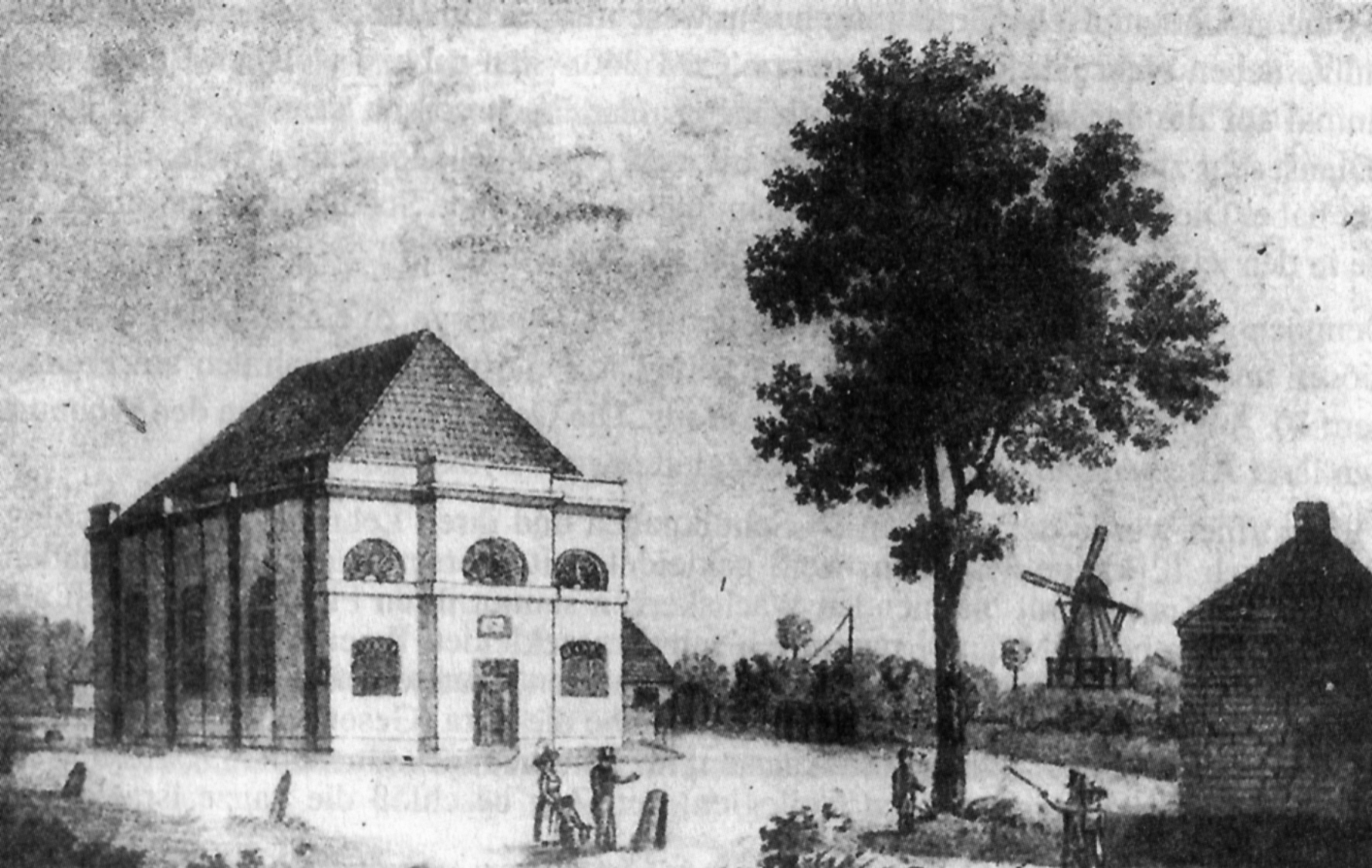
Synagoge in Moisling

- Reformierte Kirche (Lübeck), 1823/26
- Synagoge (Moisling) 1823/1826
- Torschreiber-Buden am Burgtor, Mühlentor und Holstentor
- Torzingel am Holstentor, 1823/1824
- Arbeiten am Mühlentor 1820
- Gitter am Mühlentor-Zingel
- Zeughaus (Lübeck), Nordgiebelbekrönung, 1822
- klassizistischer Schulbau der „Vereinigte Gelehrten- und Bürgerschule“ in Eutin, 1833 (heute „Carl-Maria-von-Weber-Schule“)[2]

## Schriften
- Über Kanalfahrt, besonders in Beziehung auf die beiden Herzogtümer Schleswig und Holstein. In: Schleswig-Holsteinisch Provinzialberichte 1812, S. 695–709
- Abriß der Deichkunde. Altona 1813
- Vorwort in: Anton Spetzler: Anleitung zur Anlage artesischer Brunnen. Lübeck: In der von Rohden'schen Buchhandlung. Gedruckt bei H. G. Rathgens in Lübeck 1832
- (posthum): Über die Bedeutung und den Geist der gothischen Architektur im Gegensatz der griechischen. in: Neues Staatsbürgerliches Magazin 2 (1833), S. 1–28

Digitalisat, Bayerische Staatsbibliothek